# 廖林琨
廖林琨（1993年1月1日—），是一名中国足球运动员，现在由贵州人和租借到中国足球乙级联赛球队陕西老城根，司职中场。

## 俱乐部生涯
2011年夏季，廖林琨被主教练米洛拉德·科萨诺维奇提升到陕西浐灞一线队名单。2012赛季随队南迁贵阳，7月4日，他在2012年中国足协杯第三轮贵州人和主场对阵广东日之泉的比赛第60分钟替补张成祥出场，第一次代表一线队亮相。7月中旬，他和队友张成祥、王尔卓一起被租借到中国足球乙级联赛球队陕西老城根。7月17日，他在陕西老城根客场2比1击败山东青年的比赛中首次在乙级联赛亮相。9月2日，他射进职业生涯的首个进球，帮助球队客场2比0击败青海足球队。9月19日，他在陕西老城根主场6比0击败河北青年的比赛中上演职业生涯的首个帽子戏法。他在2012年中国足球乙级联赛分区赛中进球5个，帮助陕西老城根以北区第四名的成绩进入总决赛。在总决赛对阵南区第一名贵州智诚的第二回合比赛中，他被红牌罚下，最终陕西老城根两回合0比2不敌对手被淘汰，无缘升级。2013年3月，陕西老城根宣布续租廖林琨一年。